# 樫尾俊雄発明記念館
樫尾俊雄発明記念館（かしおとしおはつめいきねんかん）は、東京都世田谷区成城にある、日本の発明家・樫尾俊雄の発明品を展示している記念館である。後続の開発者たちが生み出した電卓・時計・楽器も展示してある。

## 概要
もとは樫尾俊雄が家族と暮らしていた邸宅であった。1972年にできた母屋、1986年にできた増築棟の2つの建物がつながった形になっている。
2012年に樫尾俊雄が死去した後、本人の遺志と、子息でありカシオ計算機株式会社の専務執行役員と一般財団法人樫尾俊雄記念財団の理事長を務める樫尾隆司の意志により、本人の発明品を展示する記念館として2013年5月15日より公開を開始した。
元自宅を記念館にした理由は「発明の現場で発明品を見ることで、発明者の心を感じることができる」というものである。実際に樫尾俊雄は自宅で発明に取り組むことも多かった。書斎であった「創造の部屋」には樫尾俊雄が使った机や椅子、鉛筆、手書きのメモ、オーディオ機器などが展示されており、当時の雰囲気を見ることができる。
見学は公式Webサイトから予約する完全予約制。無料。説明員が随行して約1時間半をかけて展示を説明する。

## 展示内容
樫尾俊雄が発明した「14-A」「カシオトロン」「カシオトーン201」「ADPS」に加え、後続の技術者たちが発明した製品も展示されている。
- エントランスホール
  - 樫尾俊雄の略歴
  - 樫尾俊雄の発明に関する言葉
  - 樫尾俊雄発明記念館のジオラマ
  - 螺旋階段、ステンドグラス

- 発明の部屋
  - カシオの最初の製品である世界最初の小型純電気式計算機「14-A」（1957年の製品。現在も動作し、デモンストレーションを見ることができる）
  - 科学技術用リレー計算機「AL-1」（動作可能）
  - 「14-A」のリレー素子、回路図、カタログ
  - 樫尾俊雄の生涯年表、取得した特許313件のリスト

- 数の部屋
  - カシオ最初の電子式卓上計算機「001」
- 世界初のパーソナル電卓「カシオミニ」
  - 薄さ0.8mmのクレジットカードサイズの電卓「SL-800」
  - 関数電卓「fx-1」
  - パーソナル関数電卓「fx-10」
  - 世界最初のグラフ関数電卓「fx-7000G」
  - 電卓の小型化・省電力化の歴史

- 時の部屋
  - 世界初のオートカレンダーつき腕時計「カシオトロン」
  - 手書きで計算できる腕時計「ジェナス リードセンサー」
  - データバンク機能を内蔵した「CD-401」
  - 高度/気圧/水深計測機能を内蔵した「BM-100WJ」
  - テレビやビデオを操作できるリモコン機能を内蔵した「CMD-10」
  - 腕時計型MP3プレイヤー「WMP-1V」
  - 世界初の腕時計型デジタルカメラ「WQV-1」
  - 電波時計、GPSハイブリッド、スマートフォンリンクなど
  - G-SHOCKシリーズ１号機、限定モデルなど

- 音の部屋
  - カシオの電子楽器1号機「カシオトーン201」
  - バーコード楽譜による自動伴奏などの多数の演奏支援機能を備えた「カシオトーン701」
  - 冨田勲との共同開発によるシンセサイザー「コスモシンセサイザー」
  - P.D.音源を搭載したシンセサイザー「CZ-101」
  - 身の回りの音をサンプリングして演奏できる「サンプルトーン SK-1」
  - 数字による音づくりができる計算機能つきミニキーボード「VL-1」
  - 16ビットの高音質サンプリングシンセサイザー「VZ-1」
  - チューニング不要で多彩な音が出せるデジタルギター「DG-10」
  - 管楽器型電子楽器「デジタルホーン DH-100」
  - 組み合わせて使うコンポーネントタイプの電子楽器「シンフォニートロン」

- 創造の部屋
  - 樫尾俊雄が実際に仕事をしていた机、椅子、手書きメモ
  - 樫尾製作所時代のヒット商品「指輪パイプ」
  - 樫尾俊雄本人のインタビュー映像

ほかに、公開展示していないゲーム電卓や液晶テレビなどの収蔵品もある。
樫尾俊雄が細部までこだわってデザインを指示した螺旋階段や鳥を描いたステンドグラス、波打った壁、隠し絵の入った仕切り窓、欧州から取り寄せた大理石を使った壁などの内装もみどころ。洋館をベースにした独創的な内装は、建築情報誌などにも取り上げられている。
庭園は現在、「成城四丁目発明の杜市民緑地」として一般開放されている。

## 開館時間・休館日
- 開館：火曜日～金曜日
- 夏期・冬季には臨時休館あり、樫尾俊雄発明記念館のWebサイトで随時更新中

## アクセス
- 徒歩 - 小田急小田原線「成城学園前」駅下車 西口より徒歩約15分
- バス - 「成城学園前」駅西口　バス乗り場(1)(2)より小田急バス (1)乗りば：調布駅南口行き、狛江営業所行き、狛江駅北口行き、 (2)乗りば：つつじヶ丘駅 南口行き　にて「成城三番」バス停下車徒歩約5分

## 展示以外の活動
- 次世代を担う子どもたちに発明の歓びを知ってもらうための「樫尾俊雄 発明アイディアコンテスト」を毎年実施している。
- 毎年、夏休みには、小学生を対象にした特別企画展示とワークショップを開催している。
- 全国の小学校などの施設を訪問して、小学生に発明のしかたを体験してもらう「発明アイディアワークショップ」も実施している。